# Liste konservativer Parteien
Diese Liste führt politische Parteien auf, die vereinfachend als konservativ bezeichnet werden oder sich selbst als konservativ bezeichnen. Da diese große politische Strömung sehr vielfältig ist und der Sprachgebrauch von Land zu Land divergiert, ist die Definition und Abgrenzung dieser Gruppe sehr schwierig. Daher tragen einige der nachfolgend aufgelisteten Parteien als Attribut Spielarten des Konservatismus oder andere Ideologien oder Strömungen, die sie, neben dem Konservatismus, beeinflussen. Große Unterschiede kann es insbesondere zwischen säkularen und religiösen konservativen Parteien geben.

## Liste

### Staaten
| Land                       | Subnationale Einheit                                               | Name                                                  | Abkürzung | dt. Name | Unterrichtungen |
| -------------------------- | ------------------------------------------------------------------ | ----------------------------------------------------- | --- | --- | --- |
| Albanien                   |                                                                    | Partia Demokratike                                    | PD | Demokratische Partei | Liberalkonservatismus                                                                                                |
| Albanien                   | Partia Republikane Shqiptare                                       | PR                                                    | Albanische Republikanische Partei                                                                                      | Nationalkonservatismus | |
| Albanien                   | Partia Demokrate e Re                                              | PDR                                                   | Reformierte Demokratische Partei                                                                                       | | |
| Albanien                   | Bashkimi Liberal Demokrat                                          | BLD                                                   | Liberaldemokratische Union                                                                                             | | |
| Andorra                    |                                                                    | Andorra Endavant                                      | AE | | EU-Skepsis |
| Andorra                    | Demòcrates per Andorra                                             | DA                                                    | | Liberalkonservatismus | |
| Angola                     |                                                                    | União Nacional para a Independência Total de Angola   | UNITA | | Nationalismus |
| Angola                     | Frente Nacional de Libertação de Angola                            | FNLA                                                  | | Autoritarismus | |
| Argentinien                |                                                                    | Partido Justicialista                                 | PJ | | Peronismus, Sozialdemokratie                                                                                         |
| Argentinien                | Propuesta Republicana                                              | PRO                                                   | | Wirtschaftsliberalismus | |
| Armenien                   |                                                                    | Hajastani Hanrapetakan Kussakzutjun                   | HHK | Republikanische Partei | Nationalkonservatismus, Liberalkonservatismus                                                                        |
| Armenien                   | Azgayin Miabanutyun                                                |                                                       | Nationale Einheit | | |
| Australien                 |                                                                    | Liberal Party                                         | LP | | Konservativer Liberalismus                                                                                           |
| Australien                 | National Party of Australia                                        | NPA                                                   | | Agrarpartei, Rechtskonservatismus | |
| Australien                 | Family First Party                                                 | FFP                                                   | | Christlicher Fundamentalismus, Christdemokratie                                                                                               | |
| Australien                 | Northern Territory                                                 | Country Liberal Party                                 | CLP | | Liberalkonservatismus                                                                                                |
| Australien                 | Queensland                                                         | Liberal National Party                                | LNP | Liberale Nationalpartei | Liberalkonservatismus                                                                                                |
| Belarus                    |                                                                    | Kanserwatyuna-Chryszijanskaja Partyja – BNF           | KChP-BNF | Konservativ-Christliche Partei BNF | Christdemokratie |
| Belgien                    |                                                                    | Libéraux Démocrates                                   | LiDem | Liberaldemokraten | Liberalkonservatismus                                                                                                |
| Belgien                    | Flandern                                                           | Nieuw-Vlaamse Alliantie                               | N-VA | | Flämischer Separatismus, Nationalkonservatismus, Liberalkonservatismus, Nationalismus                                |
| Belgien                    | Flandern                                                           | Libertair, Direct, Democratisch                       | LDD | | Libertarismus, Euroskeptizismus, Rechtskonservatismus                                                                |
| Bolivien                   |                                                                    | Poder Democrático Social                              | PODEMOS | | Rechtskonservatismus, Liberalkonservatismus                                                                          |
| Bolivien                   | Movimento Demócrata Social                                         | Democratas                                            | | Föderalismus, Liberalismus | |
| Bosnien und Herzegowina    |                                                                    | Stranka demokratske akcije                            | SDA | Demokratische Aktionpartei | Bosniakischer Nationalismus                                                                                          |
| Bosnien und Herzegowina    | Hrvatska demokratska zajednica Bosne i Hercegovine                 | HDZ BiH                                               | Kroatische Demokratische Gemeinschaft                                                                                  | Christdemokratie, Nationalkonservatismus | |
| Bosnien und Herzegowina    | Hrvatsko Zajedništvo                                               | HZ                                                    | Kroaten Gemeinsam | Kroatischer Nationalismus | |
| Bosnien und Herzegowina    | Partija demokratskog progresa                                      | PDP                                                   | Partei für Demokratischen Fortschritt                                                                                  | | |
| Botswana                   |                                                                    | Botswana Democratic Party                             | BDP | | |
| Brasilien                  |                                                                    | União Brasil                                          | UNIÃO | | Liberalkonservatismus, Christdemokratie, Konservativer Liberalismus                                                  |
| Brasilien                  | Partido Progressista                                               | PP                                                    | | Liberalkonservatismus, Populismus, Nationalkonservatismus                                                                                     | |
| Brasilien                  | Partido da República                                               | PR (Fusion aus PL und PRONA)                          | | Zentrismus, Populismus, Nationalismus | |
| Brasilien                  | Partido Trabalhista Brasileiro                                     | PTB                                                   | | Populismus, Zentrismus, Nationalismus | |
| Bulgarien                  |                                                                    | Graschdani sa Ewropejsko Raswitie na Balgaria         | GERB | Wappen/Bürger für eine europäische Entwicklung Bulgariens                                                                                     | Christdemokratie |
| Bulgarien                  | Sajus na Demokratitschnite Sili                                    | SDS                                                   | Union Demokratischer Kräfte                                                                                            | Christdemokratie | |
| Bulgarien                  | Demokrati za Silna Balgarija                                       | DSB                                                   | Demokraten für ein Starkes Bulgarien                                                                                   | Christdemokratie | |
| Bulgarien                  | Balgarski Semedelski Naroden Sajus – Naroden Sajus                 | BSNS                                                  | Bulgarische Agrarische Volksunion – Volksunion                                                                         | Agrarpartei, Christdemokratie | |
| Bulgarien                  | WMRO – Balgarsko nazionalno dwischenie                             | WMRO-BND                                              | IMRO – Bulgarische Nationale Bewegung                                                                                  | Nationalkonservatismus | |
| Chile                      |                                                                    | Unión Demócrata Independiente                         | UDI | | Rechtskonservatismus, Wirtschaftsliberalismus, Christliche Rechte, ehemals autoritäre Partei                         |
| Chile                      | Renovación Nacional                                                | RN                                                    | | Konservativer Liberalismus, Christdemokratie                                                                                                  | |
| Königreich Dänemark        | Dänemark                                                           | Dansk Folkeparti                                      | DF | | Nationalkonservatismus, Wertkonservatismus, Rechtspopulismus                                                         |
| Königreich Dänemark        | Dänemark                                                           | Det Konservative Folkeparti                           | KF | | Liberalkonservatismus                                                                                                |
| Königreich Dänemark        | Dänemark                                                           | Nye Borgerlige                                        | NB | | Nationalkonservatismus, Wirtschaftsliberalismus, Euroskeptizismus                                                    |
| Königreich Dänemark        | Färöer                                                             | Fólkaflokkurin                                        | FF | Volkspartei | Liberalkonservatismus, Separatismus                                                                                  |
| Königreich Dänemark        | Färöer                                                             | Miðflokkurin                                          | MF | Zentrumspartei | Christdemokratie, Wertkonservatismus, Regionalismus                                                                  |
| Deutschland                |                                                                    | Alternative für Deutschland                           | AfD | | Euroskeptizismus, Nationalkonservatismus, Wirtschaftsliberalismus, Rechtspopulismus                                  |
| Deutschland                | Bayern                                                             | Bayernpartei                                          | BP | | Bayerischer Separatismus, Euroskeptizismus                                                                           |
| Deutschland                |                                                                    | Bündnis C – Christen für Deutschland                  | Bündnis C | | Christdemokratie, Christlicher Fundamentalismus, Euroskeptizismus                                                    |
| Deutschland                | Bündnis Deutschland                                                | BD                                                    | | Nationalkonservatismus, Wirtschaftsliberalismus                                                                                               | |
| Deutschland                | Christlich Demokratische Union Deutschlands                        | CDU                                                   | | Christdemokratie, Liberalkonservatismus | |
| Deutschland                | Bayern                                                             | Christlich-Soziale Union in Bayern                    | CSU | | Bayerischer Regionalismus, Christdemokratie                                                                          |
| Deutschland                |                                                                    | Deutsche Konservative                                 | | | Nationalkonservatismus                                                                                               |
| Deutschland                | Deutsche Soziale Union                                             | DSU                                                   | | Nationalkonservatismus, Rechtspopulismus | |
| Deutschland                | Deutsche Zentrumspartei                                            | ZENTRUM                                               | | Christdemokratie, Politischer Katholizismus, Zentrismus                                                                                       | |
| Deutschland                | Die Republikaner                                                   | REP                                                   | | Rechtskonservatismus | |
| Deutschland                | Familien-Partei Deutschlands                                       | FAMILIE                                               | | Familienpolitik | |
| Deutschland                | Ökologisch-Demokratische Partei                                    | ÖDP                                                   | | Ökokonservatismus, Zentrismus | |
| Deutschland                | Werteunion                                                         | WU                                                    | | Nationalkonservatismus, Wirtschaftsliberalismus                                                                                               | |
| Deutschland                | Wir Bürger                                                         |                                                       | | Euroskeptizismus, Wirtschaftsliberalismus, Liberalkonservatismus                                                                              | |
| Dominikanische Republik    |                                                                    | Partido Reformista Social Cristiano                   | PRSC | | Populismus |
| El Salvador                |                                                                    | Alianza Republicana Nacionalista                      | ARENA | | Nationalkonservatismus, Neoliberalismus, Nationalismus                                                               |
| El Salvador                | Partido de Concertación Nacional                                   | PCN                                                   | Partei der Nationalen Versöhnung                                                                                       | Populismus, Zentrismus | |
| Estland                    |                                                                    | Isamaa ja Res Publica Liit                            | IRL | Vaterlands- und Res Publica-Union | Christdemokratie, Liberalkonservatismus, Nationalkonservatismus                                                      |
| Estland                    | Eesti Vabaerakond                                                  | EVA                                                   | Estnische Freie Partei                                                                                                 | Liberalkonservatismus, Populismus | |
| Estland                    | Eesti Konservatiivne Rahvaerakond                                  | EKRE                                                  | Konservative Volkspartei Estlands                                                                                      | Agrarpartei, Nationalkonservatismus, Sozialpopulismus                                                                                         | |
| Finnland                   |                                                                    | Kansallinen Kokoomus                                  | KOK | Nationale Sammlungspartei | Liberalkonservatismus                                                                                                |
| Finnland                   | Suomen Kristillisdemokraatit                                       | KD                                                    | Finnische Christdemokraten                                                                                             | Christdemokratie | |
| Finnland                   | Perussuomalaiset                                                   | PerusS                                                | Wahre Finnen | Agrarpartei, Nationalkonservatismus, Nationalismus, Rechtspopulismus                                                                          | |
| Finnland                   | Sininen tulevaisuus                                                | SIN                                                   | Blaue Zukunft | Nationalkonservatismus, Wirtschaftsliberalismus, Euroskeptizismus                                                                             | |
| Finnland                   | Åland                                                              | Moderat Samling för Åland                             | MSÅ | | Liberalkonservatismus                                                                                                |
| Finnland                   | Åland                                                              | Obunden Samling                                       | ObS | | Euroskeptizismus |
| Finnland                   | Åland                                                              | Åländsk Demokrati                                     | ÅD | | Nationalkonservatismus, Rechtspopulismus                                                                             |
| Frankreich                 |                                                                    | Les Républicains                                      | LR | | Gaullismus, Christdemokratie, Konservativer Liberalismus                                                             |
| Frankreich                 | Mouvement pour la France                                           | MPF                                                   | | Nationalkonservatismus | |
| Frankreich                 | Debout la France                                                   | DLF                                                   | | Gaullismus, Nationalkonservatismus, Sozialkonservatismus                                                                                      | |
| Frankreich                 | Rassemblement pour la France et l’indépendance de l’Europe         | RPF                                                   | | Nationalkonservatismus, Gaullismus | |
| Gambia                     |                                                                    | United Democratic Party                               | UDP | Vereinigte Demokratische Partei | |
| Griechenland               |                                                                    | Nea Dimokratia                                        | ND | | Christdemokratie, Konservativer Liberalismus, Nationalkonservatismus                                                 |
| Guatemala                  |                                                                    | Gran Alianza Nacional                                 | GANA | | Konservativer Liberalismus                                                                                           |
| Guatemala                  | Partido Republicano Institucional                                  | PRI                                                   | | Rechtspopulismus, Nationalkonservatismus, Nationalismus                                                                                       | |
| Guatemala                  | Partido Unionista                                                  | PU                                                    | | | |
| Guatemala                  | Partido de Avanzada Nacional                                       | PAN                                                   | | Liberalkonservatismus | |
| Honduras                   |                                                                    | Partido Nacional de Honduras                          | PNH | | Christdemokratie, Liberalkonservatismus                                                                              |
| Indien                     |                                                                    | Bharatiya Janata Party                                | BJP | Indische Volkspartei | Hindu-Nationalismus, Indischer Nationalismus, Hinduistischer Konservatismus                                          |
| Indien                     | Maharashtra                                                        | Shiv Sena                                             | SHS | | Rechtskonservatismus, Maharathischer Nationalismus, Hindu-Nationalismus, Hinduistischer Konservatismus               |
| Indonesien                 |                                                                    | Partai Golongan Karya                                 | Golkar | | Säkularer Konservatismus, Nationalismus                                                                              |
| Indonesien                 | Partai Demokrasi Indonesia Perjuangan                              | PDI-P                                                 | Demokratische Partei des Kampfes Indonesiens                                                                           | Pancasila | |
| Indonesien                 | Partai Persatuan Pembangunan                                       | PPP                                                   | Vereinigte Entwicklungspartei                                                                                          | Islamischer Konservatismus | |
| Iran                       |                                                                    | Jame'e-ye Rowhaniyat-e Mobarez                        | JRM | Vereinigung der kämpfenden Geistlichkeit | Wirtschaftsliberalismus, Islamismus, Rechtskonservativismus                                                          |
| Irland                     |                                                                    | Aontú                                                 | AON | Einheit | Irischer Republikanismus, Gesellschaftskonservatismus                                                                |
| Irland                     | Fianna Fáil                                                        | FF                                                    | | Populismus, Zentrismus, Konservativer Liberalismus, Irischer Republikanismus                                                                  | |
| Irland                     | Fine Gael                                                          | FG                                                    | | Christdemokratie, Liberalkonservatismus, Zentrismus                                                                                           | |
| Island                     |                                                                    | Sjálfstæðisflokkurinn                                 | SSF | Unabhängigkeitspartei | Libertarismus, Liberalkonservatismus                                                                                 |
| Island                     | Miðflokkurinn                                                      | M                                                     | Zentrumspartei | Zentrismus, Populismus, Agrarpolitik, EU-Skepsis                                                                                              | |
| Israel                     |                                                                    | Likud                                                 | | Zusammenschluss | Revisionistischer Zionismus, Rechtskonservatismus, Konservativer Liberalismus, Nationalismus, Nationalkonservatismus |
| Israel                     | Mafdal – HaTzionut HaDatit                                         |                                                       | Nationalreligiöse Partei – Religiöser Zionismus                                                                        | Jüdischer religiöser Konservatismus, Gesellschaftskonservatismus, Religiöser Zionismus, Nationalismus                                         | |
| Israel                     | Otzma Jehudit                                                      |                                                       | Jüdische Stärke | Jüdischer religiöser Konservatismus, Gesellschaftskonservatismus, Religiöser Zionismus, Kahanismus, Ultranationalismus                        | |
| Israel                     | Shomrei-Torah Sfaradim                                             | Schas                                                 | Sephardische Tora-Wächter                                                                                              | Jüdischer religiöser Konservatismus, Gesellschaftskonservatismus, Interessen der Sephardim und Mizrachim, Ultraorthodoxie, Populismus         | |
| Israel                     | Jahadut haTorah haMeuchedet                                        |                                                       | Vereinigtes Thora-Judentum                                                                                             | Jüdischer religiöser Konservatismus, Gesellschaftskonservatismus, Interessen der Aschkenasim, Ultraorthodoxie                                 | |
| Israel                     | HaJamin HeChadasch                                                 |                                                       | Die Neue Rechte | Nationalkonservatismus, Rechtskonservatismus, Wirtschaftsliberalismus, Zionismus, Nationalismus                                               | |
| Israel                     | Tkuma                                                              |                                                       | Wiedergeburt | Jüdischer religiöser Konservatismus, Gesellschaftskonservatismus, Religiöser Zionismus, Rechtskonservatismus, Nationalismus, Rechtspopulismus | |
| Israel                     | Noam                                                               |                                                       | Lieblichkeit, Milde | Jüdischer religiöser Konservatismus, Gesellschaftskonservatismus, Religiöser Zionismus, Antisäkularismus                                      | |
| Italien                    |                                                                    | Forza Italia                                          | FI | | Nationalkonservatismus, Christdemokratie, Populismus, Liberalkonservatismus, Sozialdemokratie, Nationalismus         |
| Italien                    | Fratelli d’Italia                                                  | FdI                                                   | | Nationalkonservatismus, Nationalismus | |
| Italien                    | La Destra                                                          |                                                       | | Nationalismus, Nationalkonservatismus, Rechtsextremismus, Neofaschismus                                                                       | |
| Italien                    | Movimento per le Autonomie                                         | MpA                                                   | | Süditalienischer Regionalismus, Christdemokratie, Populismus                                                                                  | |
| Italien                    | Südtirol                                                           | BürgerUnion für Südtirol                              | BU | | Nationalkonservatismus, Tirolischer Separatismus                                                                     |
| Jamaika                    |                                                                    | Jamaica Labour Party                                  | JLP | | Liberalkonservatismus, Konservativer Liberalismus                                                                    |
| Japan                      |                                                                    | Jiyūminshutō                                          | JiMintō; LDP | Liberaldemokratische Partei | Liberalkonservatismus, Nationalismus, Liberalismus                                                                   |
| Japan                      | Kōmeitō                                                            |                                                       | | Buddhistischer Konservatismus, Zentrismus | |
| Japan                      | Shintō Nippon                                                      |                                                       | Neue Partei Japan | | |
| Japan                      | Kokumin Shintō                                                     |                                                       | Neue Volkspartei | | |
| Kanada                     |                                                                    | Conservative Party / Parti conservateur               | CPC; PCC | Konservative Partei Kanadas | Liberalkonservatismus, Neokonservatismus, Neoliberalismus                                                            |
| Kanada                     | Québec                                                             | Coalition avenir Québec                               | CAQ | | Liberalkonservatismus, Quebécer Autonomismua                                                                         |
| Kanada                     | Saskatchewan                                                       | Saskatchewan Party                                    | SP | | Konservativer Liberalismus                                                                                           |
| Kolumbien                  |                                                                    | Cambio Radical                                        | CR | | Konservativer Liberalismus                                                                                           |
| Kolumbien                  | Centro Democrático                                                 | CD                                                    | | Uribismus, Zentrismus | |
| Kolumbien                  | Partido Conservador Colombiano                                     | PCC                                                   | | Christdemokratie, Liberalkonservatismus, Konservativer Liberalismus                                                                           | |
| Kolumbien                  | Partido Social de Unidad Nacional                                  | PSUN                                                  | | Liberalkonservatismus, Konservativer Liberalismus                                                                                             | |
| Kolumbien                  | Opción Ciudadana                                                   | OC                                                    | | Wirtschaftsliberalismus | |
| Kolumbien                  | Alas Equipo Colombia                                               |                                                       | | Liberalkonservatismus | |
| Republik Korea             |                                                                    | Saenuri-Partei                                        | | Neue-Welt-Partei | Liberalkonservatismus, Rechtskonservatismus                                                                          |
| Republik Korea             | Jayou Seonjin (Liberty Forward Party)                              |                                                       | | Liberalkonservatismus | |
| Kosovo                     |                                                                    | Lidhja Demokratike e Kosovës                          | LDK | Demokratische Liga | Liberalkonservatismus                                                                                                |
| Kosovo                     | Lidhja Demokratike e Dardanisë                                     | LDD                                                   | Demokratisches Bündnis Dardaniens                                                                                      | Liberalkonservatismus | |
| Kroatien                   |                                                                    | Hrvatska demokratska zajednica                        | HDZ | Kroatische Demokratische Union | Rechtskonservatismus, Christdemokratie, Nationalismus                                                                |
| Kroatien                   | Hrvatska seljačka stranka                                          | HSS                                                   | Kroatische Bauernpartei                                                                                                | Agrarpartei, Christdemokratie | |
| Kroatien                   | Hrvatska socijalno-liberalna stranka                               | HSLS                                                  | Kroatische Sozial-Liberale Partei                                                                                      | Liberalkonservatismus | |
| Kroatien                   | Hrvatska stranka prava                                             | HSP                                                   | Kroatische Partei des Rechts                                                                                           | Nationalismus, Nationalkonservatismus, Neokonservatismus                                                                                      | |
| Kroatien                   | Demokratski centar                                                 | DC                                                    | Demokratisches Zentrum                                                                                                 | | |
| Lettland                   |                                                                    | Vienotība                                             | V | Einigkeit | Konservativer Liberalismus                                                                                           |
| Lettland                   | Nacionālā apvienība „Visu Latvijai!“ – „Tēvzemei un Brīvībai/LNNK“ | VL-TB/LNNK (NA)                                       | Nationale Vereinigung „Alles für Lettland!“ – „Für Vaterland und Freiheit“/Lettische Nationale Unabhängigkeitsbewegung | Nationalismus, Nationalkonservatismus | |
| Liechtenstein              |                                                                    | Demokraten pro Liechtenstein                          | DpL | | Konservativer Liberalismus, Nationalkonservatismus                                                                   |
| Liechtenstein              | Die Unabhängigen                                                   | du                                                    | | Konservativer Liberalismus, Nationalkonservatismus                                                                                            | |
| Liechtenstein              | Fortschrittliche Bürgerpartei                                      | FBP                                                   | | Rechtskonservatismus, Christdemokratie | |
| Liechtenstein              | Vaterländische Union                                               | VU                                                    | | Christdemokratie, Liberalkonservatismus | |
| Litauen                    |                                                                    | Tėvynės Sąjunga – Lietuvos krikščionys demokratai     | TS-LKD | Vaterlandsunion | Christdemokratie, Liberalkonservatismus, Nationalkonservatismus                                                      |
| Litauen                    | Tvarka ir teisingumas                                              | TT                                                    | Ordnung und Gerechtigkeit                                                                                              | Nationalkonservatismus, Rechtspopulismus, Nationalismus, Liberalkonservatismus, Nationalliberalismus, Libertarismus                           | |
| Litauen                    | Lietuvos lenkų rinkimų akcija/Akcja Wyborcza Polaków na Litwie     | LLRA/AWPL                                             | Wahlaktion der Polen in Litauen                                                                                        | Christdemokratie, Interessen der polnischen Minderheit, Sozialpopulismus                                                                      | |
| Luxemburg                  |                                                                    | Alternativ Demokratesch Reformpartei                  | ADR | | Rentnerpartei, Nationalkonservatismus, Rechtspopulismus, Wirtschaftsliberalismus                                     |
| Luxemburg                  | Christlich Soziale Volkspartei                                     | CSV                                                   | | Christdemokratie | |
| Luxemburg                  | Déi Konservativ                                                    | DK                                                    | | Nationalkonservatismus, Wirtschaftsliberalismus                                                                                               | |
| Malaysia                   |                                                                    | Malaysian Indian Congress                             | MIC | | Nationalismus, Rechtskonservatismus, Sozialliberalismus                                                              |
| Malaysia                   | Malaysian Chinese Association                                      | MCA                                                   | | Mitte-rechts, Sozialliberalismus, Nationalkonservatismus                                                                                      | |
| Malta                      |                                                                    | Partit Nazzjonalista                                  | PN | | Christdemokratie |
| Mexiko                     |                                                                    | Partido Acción Nacional                               | PAN | | Christdemokratie |
| Moldawien                  |                                                                    | Partidul Liberal Democrat din Moldova                 | PLDM | Liberaldemokratische Partei Moldawiens | Christdemokratie, Liberalkonservatismus                                                                              |
| Monaco                     |                                                                    | Rassemblement et Enjeux pour Monaco                   | REM | | |
| Montenegro                 |                                                                    | Nova Srpska Demokratija                               | NSD/Nova | Neue Serbische Demokratie | Nationalkonservatismus, Serbischer Unionismus, Großerbischer Nationalismus, Liberalkonservatismus, Christdemokratie  |
| Montenegro                 | Pokret za Promjene                                                 | PZP                                                   | Bewegung für Veränderungen                                                                                             | Liberalkonservatismus | |
| Montenegro                 | Narodna Stranka                                                    | NS                                                    | Volkspartei | Unionismus (mit Serbien), Nationalkonservatismus, Christdemokratie, Populismus                                                                | |
| Montenegro                 | Demokratska Srbska Stranka                                         | DSS                                                   | Demokratische Serbische Partei                                                                                         | Serbischer Unionismus, Christdemokratie, Nationalkonservatismus                                                                               | |
| Namibia                    |                                                                    | Popular Democratic Movement                           | PDM | | |
| Neuseeland                 |                                                                    | National Party                                        | NZNP | | |
| Neuseeland                 | New Zealand First                                                  | NZF                                                   | | Nationalismus, Populismus, Nationalkonservatismus                                                                                             | |
| Neuseeland                 | United Future New Zealand                                          | UF                                                    | | Christdemokratie, Zentrismus | |
| Nicaragua                  |                                                                    | Partido Liberal Constitucionalista                    | PLC | | Liberalkonservatismus                                                                                                |
| Königreich der Niederlande | Niederlande                                                        | Volkspartij voor Vrijheid en Democratie               | VVD | | Konservativer Liberalismus                                                                                           |
| Königreich der Niederlande | Niederlande                                                        | ChristenUnie                                          | CU | | Christdemokratie, orthodoxer Protestantismus, Christliche Sozialdemokratie                                           |
| Königreich der Niederlande | Niederlande                                                        | Staatkundig Gereformeerde Partij                      | SGP | | Ultraorthodoxe Reformierte, Christlicher Fundamentalismus, Radikalkonservatismus, Theokratie                         |
| Nigeria                    |                                                                    | All Nigeria People’s Party                            | ANPP | | Antikommunismus |
| Nigeria                    | People’s Democratic Party                                          | PDP                                                   | | islamischer Konservativismus, Liberalkonservatismus                                                                                           | |
| Nordmazedonien             |                                                                    | Demokratska Partija za Makedonsko Nacionalno Edinstvo | VMRO-DPMNE | Demokratische Partei für die Nationale Einheit Mazedoniens                                                                                    | Christdemokratie, Nationalismus                                                                                      |
| Nordmazedonien             | Vnatrešna makedonska revolucionerna organizacija - Narodna partija | VMRO-NP                                               | Innere Mazedonische Revolutionäre Organisation – Volkspartei                                                           | Christdemokratie, Rechtskonservatismus, Nationalismus                                                                                         | |
| Nordmazedonien             | Partia Demokratike Shqiptare                                       | PDSH                                                  | Albanische Demokratische Partei                                                                                        | Interessen der albanischen Minderheit | |
| Nordmazedonien             | Rilindja Demokratike Kombëtare                                     | RDK                                                   | Nationale Demokratische Wiedergeburt                                                                                   | Interessen der albanischen Minderheit | |
| Norwegen                   |                                                                    | Høyre                                                 | H | | Liberalkonservatismus                                                                                                |
| Norwegen                   | Fremskrittspartiet                                                 | FRP                                                   | Fortschrittspartei | Nationalkonservatismus, Liberalkonservatismus, Konservativer Liberalismus, Rechtspopulismus                                                   | |
| Österreich                 |                                                                    | Österreichische Volkspartei                           | ÖVP | | Christdemokratie, Liberalkonservatismus, Konservativer Liberalismus                                                  |
| Österreich                 | Christliche Partei Österreichs                                     | CPÖ                                                   | | Christlicher Fundamentalismus, Theokratie | |
| Österreich                 | Christliche Wählergemeinschaft                                     | CWG                                                   | | Christlicher Fundamentalismus, Theokratie | |
| Österreich                 | Die Reformkonservativen                                            | REKOS                                                 | | Nationalkonservatismus, Wertkonservatismus, Euroskeptizismus                                                                                  | |
| Panama                     |                                                                    | Partido Panameñista                                   | PPA | | Zentrismus, Populismus, Nationalismus, Sozialpopulismus                                                              |
| Paraguay                   |                                                                    | Asociación Nacional Republicana – Partido Colorado    | ANR-PC | | Liberalkonservatismus, Nationalkonservatismus                                                                        |
| Peru                       |                                                                    | Fuerza Popular                                        | K | | Fujimorismus, Rechtskonservatismus, Autoritarismus, Wirtschaftsliberalismus                                          |
| Peru                       | Partido Popular Cristiano                                          | PPC                                                   | | Christdemokratie | |
| Peru                       | Partido Solidaridad Nacional                                       | PSN                                                   | | Liberalkonservatismus | |
| Polen                      |                                                                    | Prawo i Sprawiedliwość                                | PiS | Recht und Gerechtigkeit | Nationalkonservatismus, Christdemokratie                                                                             |
| Polen                      | Platforma Obywatelska                                              | PO                                                    | Bürgerplattform | Liberalkonservatismus, Christdemokratie, Wirtschaftsliberalismus                                                                              | |
| Polen                      | Polskie Stronnictwo Ludowe                                         | PSL                                                   | Bauernpartei | Agrarpartei, Christdemokratie, Zentrismus | |
| Polen                      | Polska Razem                                                       | PRJ                                                   | Polen Zusammen | Wirtschaftsliberalismus | |
| Polen                      | Samoobrona Rzeczpospolitej Polskiej                                | SRP                                                   | Partei der Selbstverteidigung                                                                                          | Agrarpartei, Populismus, Nationalismus, Christdemokratie                                                                                      | |
| Polen                      | Liga Polskich Rodzin                                               | LPR                                                   | Liga Polnischer Familien                                                                                               | Christliche Rechte, Nationalkonservatismus | |
| Portugal                   |                                                                    | Partido Social Democrata                              | PSD | | Christdemokratie, Populismus, Konservativer Liberalismus                                                             |
| Portugal                   | Centro Democrático e Social – Partido Popular                      | CDS-PP                                                | | Christdemokratie, Nationalkonservatismus, Wirtschaftsliberalismus                                                                             | |
| Portugal                   | Partido Popular Monárquico                                         | PPM                                                   | | Monarchismus | |
| Portugal                   | Chega                                                              | CH                                                    | | Nationalkonservatismus, Rechtspopulismus, Wirtschaftsliberalismus                                                                             | |
| Rumänien                   |                                                                    | Partidul Național Liberal                             | PNL | Nationale Liberale Partei | Konservativer Liberalismus, Christdemokratie                                                                         |
| Rumänien                   | Uniunea Democrată Maghiară din România                             | UDMR                                                  | Demokratische Union der Ungarn in Rumänien                                                                             | Liberalkonservatismus, Christdemokratie, Interessen der Ungarischen Minderheit                                                                | |
| Russland                   |                                                                    | Jedinaja Rossija                                      | ER | Einiges Russland | Zentrismus, Nationalismus, Autoritarismus                                                                            |
| Russland                   | Prawoje Delo                                                       | PD                                                    | Rechte Sache | Konservativer Liberalismus | |
| Russland                   | Russische Konservative Partei – Für unser Vaterland                |                                                       | | | |
| San Marino                 |                                                                    | Alleanza Nazionale Sammarinese                        | ANS | | Nationalkonservatismus, Rechtspopulismus                                                                             |
| San Marino                 | Partito Democratico Cristiano Sammarinese                          | PDCS                                                  | | Christdemokratie | |
| Schweden                   |                                                                    | Kristdemokraterna                                     | KD | | Christdemokratie |
| Schweden                   | Moderata samlingspartiet                                           | M                                                     | | Liberalkonservatismus | |
| Schweden                   | Sverigedemokraterna                                                | SD                                                    | | Rechtspopulismus, Nationalkonservatismus | |
| Schweiz                    |                                                                    | Schweizerische Volkspartei                            | SVP | | Nationalkonservatismus, Nationalismus, Liberalkonservatismus, Rechtspopulismus                                       |
| Schweiz                    | Eidgenössische Demokratische Union                                 | EDU                                                   | | Christliche Rechte, Nationalkonservatismus, Wertkonservatismus                                                                                | |
| Serbien                    |                                                                    | Demokratska stranka Srbije                            | DSS | Demokratische Partei Serbiens | Nationalkonservatismus, Nationalismus, Christdemokratie                                                              |
| Serbien                    | Ujedinjeni Regioni Srbije                                          | URS                                                   | Vereinte Regionen Serbiens                                                                                             | Liberalkonservatismus, Regionalismus | |
| Serbien                    | Srpska Napredna Stranka                                            | SNS                                                   | Serbische Fortschrittspartei                                                                                           | Rechtspopulismus, Nationalkonservatismus, Christdemokratie                                                                                    | |
| Serbien                    | Nova Srbija                                                        | NS                                                    | Neues Serbien | Nationalismus, Nationalkonservatismus | |
| Slowakei                   |                                                                    | Kresťanskodemokratické hnutie                         | KDH | Christlich-Demokratische Bewegung | Christdemokratie |
| Slowakei                   | Slovensko                                                          | Slovensko                                             | Slowakei | Konservatismus, Populismus | |
| Slowenien                  |                                                                    | Nova Slovenija – Krščanski demokrati                  | NSi | Neues Slowenien – Christdemokraten | Christdemokratie, Gesellschaftskonservatismus                                                                        |
| Slowenien                  | Slovenska Demokratska Stranka                                      | SDS                                                   | Demokratische Partei                                                                                                   | Nationalkonservatismus, Rechtspopulismus | |
| Slowenien                  | Slovenska Ljudska Stranka                                          | SLS                                                   | Slowenische Volkspartei                                                                                                | Christdemokratie, Agrarpartei | |
| Spanien                    |                                                                    | Partido Popular                                       | PP | | Christdemokratie, Liberalkonservatismus, Nationalkonservatismus, Wirtschaftsliberalismus                             |
| Spanien                    | Vox                                                                | VOX                                                   | | Nationalkonservatismus, Rechtspopulismus, Gesellschaftskonservatismus, Zentralismus                                                           | |
| Spanien                    | Asturien                                                           | Foro de Ciudadanos                                    | FORO | | Asturischer Regionalismus, Christdemokratie                                                                          |
| Spanien                    | Navarra                                                            | Unión del Pueblo Navarro                              | UPN | | Navarrischer Regionalismus, Christdemokratie                                                                         |
| Spanien                    | Baskenland                                                         | Partido Nacionalista Vasco                            | PNV | | Separatismus, baskischer Nationalismus, Christdemokratie, Zentrismus                                                 |
| Südafrika                  |                                                                    | Vryheidsfront Plus                                    | VF+ | | Afrikaaner-Nationalismus, Christdemokratie, Rechtskonservativismus                                                   |
| Südafrika                  | Inkatha Freedom Party                                              | IFP                                                   | | Rechtskonservatismus, Zulu-Nationalismus, Rechtspopulismus                                                                                    | |
| Sudan                      |                                                                    | National Congress Party                               | NCP | Nationale Kongresspartei | Rechtskonservatismus, Nationalismus, Islamismus                                                                      |
| Taiwan                     |                                                                    | Kuomintang                                            | KMT | Nationalpartei | pro Wiedervereinigung                                                                                                |
| Taiwan                     | Qinmindang                                                         | PFP                                                   | Volkspartei | pro Wiedervereinigung | |
| Taiwan                     | Neue Partei                                                        | Xin Dang                                              | | pro Wiedervereinigung | |
| Thailand                   |                                                                    | Phak Prachatipat                                      | PP | Demokratische Partei | Liberalismus, Liberalkonservatismus, Royalismus                                                                      |
| Tschechische Republik      |                                                                    | Občanská demokratická strana                          | ODS | Demokratische Bürgerpartei | Liberalkonservatismus, Nationalkonservatismus, Wirtschaftsliberalismus, Euroskeptizismus                             |
| Tschechische Republik      | Tradice Odpovědnost Prosperita 09                                  | TOP09                                                 | Tradition Verantwortung Wohlstand 09                                                                                   | Liberalkonservatismus | |
| Türkei                     |                                                                    | Adalet ve Kalkınma Partisi                            | AKP | Partei für Gerechtigkeit und Aufschwung | Islamischer Konservatismus, Wirtschaftsliberalismus                                                                  |
| Türkei                     | Milliyetçi Hareket Partisi                                         | MHP                                                   | Partei der Nationalen Bewegung                                                                                         | Nationalismus, Rechtsextremismus, islamischer Konservatismus, Islamismus                                                                      | |
| Türkei                     | İyi Parti                                                          | İYİ                                                   | Gute Partei | Nationalkonservatismus, Kemalismus | |
| Türkei                     | Demokrat Parti                                                     | DP                                                    | Demokratische Partei                                                                                                   | Liberalkonservatismus, Säkularismus | |
| Ukraine                    |                                                                    | Blok Juliji Tymoschenko                               | BJUT | | Liberalkonservatismus, Sozialliberalismus, Populismus, Nationalliberalismus                                          |
| Ukraine                    | Blok Nascha Ukrajina – Narodna samooborona                         | NU-NS                                                 | Block Unsere Ukraine – Nationale Selbstverteidigung                                                                    | Christdemokratie, Liberalkonservatismus, Liberalismus, Nationalkonservatismus                                                                 | |
| Ungarn                     |                                                                    | Fidesz – Magyar Polgári Szövetség                     | FIDESZ | Bürgerallianz | Christdemokratie, Nationalkonservatismus, Rechtspopulismus                                                           |
| Ungarn                     | Jobbik Magyarországért Mozgalom                                    | JOBBIK                                                | Bewegung für ein besseres Ungarn                                                                                       | Nationalismus, Christdemokratie, Nationalkonservatismus                                                                                       | |
| Ungarn                     | Kereszténydemokrata Néppárt                                        | KDNP                                                  | Christdemokratische Volkspartei                                                                                        | Christdemokratie, Nationalkonservatismus | |
| Uruguay                    |                                                                    | Partido Nacional – Blancos                            | PN | | Liberalkonservatismus, Nationalismus                                                                                 |
| Vereinigte Staaten         |                                                                    | Republican Party                                      | Rep | Republikanische Partei | Nationalkonservatismus, Liberalkonservatismus, Neoliberalismus, Neokonservatismus                                    |
| Vereinigte Staaten         | Constitution Party                                                 | Con                                                   | | Nationalkonservatismus, Paläokonservatismus                                                                                                   | |
| Vereinigtes Königreich     |                                                                    | Conservative Party                                    | CON | | Liberalkonservatismus, Wirtschaftsliberalismus                                                                       |
| Vereinigtes Königreich     | London                                                             | London Conservatives                                  | CON | | Liberalkonservatismus, Wirtschaftsliberalismus                                                                       |
| Vereinigtes Königreich     | Gibraltar                                                          | Gibraltar Conservatives                               | CON | | Liberalkonservatismus, Wirtschaftsliberalismus                                                                       |
| Vereinigtes Königreich     | Nordirland                                                         | Northern Ireland Conservatives                        | CON | | Liberalkonservatismus, Wirtschaftsliberalismus                                                                       |
| Vereinigtes Königreich     | Schottland                                                         | Scottish Conservative Party                           | CON | | Liberalkonservatismus, Wirtschaftsliberalismus                                                                       |
| Vereinigtes Königreich     | Wales                                                              | Welsh Conservative Party                              | CON | | Liberalkonservatismus, Wirtschaftsliberalismus                                                                       |
| Vereinigtes Königreich     |                                                                    | UK Independence Party                                 | UKIP oder Ukip | | EU-Skepsis, Rechtspopulismus, Nationalkonservatismus, Wirtschaftsliberalismus                                        |
| Vereinigtes Königreich     | Gibraltar                                                          | Gibraltar Social Democrats                            | GSD | | Unionismus, Liberalkonservatismus                                                                                    |
| Vereinigtes Königreich     | Guernsey                                                           | Guernsey Party                                        | | | Wirtschaftsliberalismus                                                                                              |
| Vereinigtes Königreich     | Nordirland                                                         | Democratic Unionist Party                             | DUP | | Unionismus, Nationalkonservatismus                                                                                   |
| Vereinigtes Königreich     | Nordirland                                                         | Ulster Unionist Party                                 | UUP | | Unionismus, Zentrismus                                                                                               |
| Zypern                     | Republik                                                           | Dimokratikos Synagermos                               | DISY | Demokratische Sammlungsbewegung | Christdemokratie, Liberalkonservatismus                                                                              |
| Zypern                     | Republik                                                           | Agonistiko Dimokratiko Kinima                         | ADIK | Kämpfende Demokratische Bewegung | Nationalkonservatismus                                                                                               |
| Zypern                     | Türkische Republik Nordzypern                                      | Demokrat Parti                                        | DP | Demokratische Partei | Liberalkonservatismus                                                                                                |
| Zypern                     | Türkische Republik Nordzypern                                      | Ulusal Birlik Partisi                                 | UBP | Nationale Einheitspartei | Nationalkonservatismus, Liberalismus                                                                                 |

### Übernationale Vereinigungen
| Übernationale Vereinigungen | Name                                         | Abkürzung | dt. Name | Unterrichtungen                                                       |
| --------------------------- | -------------------------------------------- | --------- | -------- | --------------------------------------------------------------------- |
| Europäische Union           | Europäische Volkspartei                      | EVP       |          | Liberalkonservatismus, Christdemokratie                               |
| Europäische Union           | Partei Europäische Konservative und Reformer | EKR       |          | Nationalkonservatismus, Wirtschaftsliberalismus, Euroskepsis          |
| Europäische Union           | Europäische Christliche Politische Bewegung  | ECPM      |          | Christdemokratie, Christliche Rechte, Wertkonservatismus, Euroskepsis |